# Морская железная дорога
Морская железная дорога (Морская железная дорога Флориды, англ. Overseas Railroad) — железная дорога Майами — Ки-Уэст, существовавшая в штате Флорида, уникальное инженерное сооружение, значительной частью проходившее по мостам над водами Мексиканского залива. Морская железная дорога являлась продолжением железной дороги Florida East Coast Railway до города Ки-Уэст, расположенного в 150 км от береговой линии полуострова Флорида. Железная дорога эксплуатировалась с 1912 по 1935 год. Полное наименование линии — «Florida East Coast Railway — Key West Extension».
Строительство железной дороги было начато летом 1905 года и потребовало значительных инженерных инноваций, а также привлечения больших объёмов трудового и денежного капиталов. В строительстве было задействовано 4000 человек. Стоимость проекта составила более 27 млн долларов. 21 января 1912 года по железной дороге отправился первый поезд, знаменуя завершение строительства железной дороги в Ки-Уэст. Из 106 миль (170 км) маршрута от бухты Джевфиш до Ки-Уэст 37 (59 км) проходило по открытому морю на мостах и насыпях. Бо́льшая часть Морской железной дороги была уничтожена 2 сентября 1935 года ураганом «Дня труда». По причине экономической нецелесообразности, железную дорогу восстанавливать не стали. 13 августа 1979 года Морская железная дорога была включена в Национальный реестр исторических мест США.

## Предпосылки к строительству
Строительство железной дороги было начато по инициативе Генри М. Флаглера (1830—1913), директора компаний Rockefeller, Andrews & Flagler и Standard Oil, строивших во Флориде железные дороги и отели. Железнодорожная сеть Г. Флаглера Florida East Coast Railway (Восточная железная дорога Флориды), начиная с 1885 года, вела строительство железной дороги из города Сент-Огастин в южном направлении. К 1900 году ход железной дороги достиг южной оконечности полуострова Флорида. Летом 1902 года в соответствии с распоряжением Г. Флаглера было сформировано и направлено на изыскательные работы несколько групп инженеров для изучения возможности постройки железной дороги между Ки-Уэстом, который являлся одним из крупнейших городов Флориды того времени, и материком. Группа инженеров во главе с Уильямом Дж. Кромом, исследовавшая возможность проложения железной дороги через острова залива, подтвердила возможность строительства; варианты прохождения дороги через Мыс Сейбл и Ки-Ларго были отвергнуты; отмечается, что Г. Флаглера интересовала прежде всего не экономическая выгода этого предприятия, а только возможность его принципиальной технической реализации. В 1904 году железнодорожная сеть достигла города Хомстэд, расположенного в 20 милях к югу от Майами. После того, как в 1905 году Соединённые Штаты объявили о строительстве Панамского канала, решение о строительстве железной дороги, связавшей Ки-Уэст с материком, получило дополнительное обоснование, так как Ки-Уэст являлся ближайшим к каналу глубоководным портом США, также открывал широкие возможности торговли с Кубой и Латинской Америкой.

## Строительство
Строительство железной дороги на юг от Хомстеда началось летом 1905 года и достигло порта Knights Key в декабре 1907 года. Станция в этом месте была открыта 6 февраля 1908 года. До открытия станции в Ки-Уэст она являлась важным терминалом, где осуществлялась пересадка с поездов на пароходы компании Peninsular & Occidental, следующие на Кубу. В этот период станция являлась въездом в страну, на ней присутствовали таможенные органы и отделение почты.
В октябре 1906 года во время строительства моста Long Key Viaduct мощный ураган нанёс значительные повреждения мосту и оборудованию, размыл уже построенные насыпи и повлёк гибель около 100 человек. За период строительства моста Seven-Mile Bridge (1909—1912) два урагана в сентябре 1909 года и сентябре 1910 года нанесли повреждения оборудованию и вырвали 5 пролётных балок, закреплённых недостаточно надёжно.
Терминал в городе Ки-Уэст был построен на острове Трамбо, названном так в честь ведущего инженера компании Генри Трамбо. Терминал проектировался с учётом использования для пересадки с поездов на пароходы: прилегающая бухта была специально углублена, построен причал длиной 1700 (518 м) и шириной 134 футов (40 м), способный принимать большие океанские суда, организована паромная переправа.
Особая трудность заключалась в поставке пресной воды с континента. Пресная вода была необходима везде, где использовались паровозы, стационарные паровые машины, для приготовления пищи и потребления людьми. Вода доставлялась с материка пароходами, затем развозилась по железной дороге. Ежемесячно требовалось до 17 млн л воды, что составляло 700 железнодорожных цистерн.
Строительство железной дороги через океан потребовало значительных инженерных инноваций, а также привлечения больших объёмов трудового и денежного капиталов. В строительстве было задействовано 4000 человек. В течение семи лет строительства 5 раз ураганы угрожали сорвать проект, а три из них вызвали значительный урон и привели к гибели людей. Стоимость проекта составила более 27,12 млн долларов, или около 212 000 долларов на милю. При строительстве погибло около 200 человек. Несмотря на все трудности, последнее звено Восточной железной дороги Флориды было завершено к 1912 году.
В ходе строительства было использовано 38 тыс. т металлоконструкций, 350 тыс. м³ бетона, 800 тыс. баррелей цемента, 96 тыс. т гранита, 78 тыс. т гравия, 300 тыс. т коралловых пород; формирование насыпей потребовало около 100 тыс. т грунта.
21 января 1912 года по железной дороге отправился первый поезд, на котором Генри Флаглер проехал в своём личном вагоне, знаменуя завершение строительства железной дороги в Ки-Уэст, куда прибыл 22 января; таким образом, все восточное побережье Флориды было связано посредством железных дорог. Морская железная дорога была широко известна как «Восьмое чудо света».
Вот как восторженно описывал это инженерное сооружение русский журнал Петра Сойкина «Природа и люди» в 1915 году (дословно):

Вообще все усилия [в мостостроении] направлены в сторону использования материала и самой природы. Лучшим и красноречивым доказательством является американская линия, законченная в 1912 г. и носящая заголовок: «Из Нью-Йорка на остров Кубу без пересадки!»
Взгляните на прилагаемую карту (рис. 16). Из Нью-Йорка вас мчит экспресс в городок Майами на оконечность Флориды; отсюда поезд выходит — прямо в море! От Флориды на запад тянется цепь коралловых островков; крайний из них — Ки-Уэст — служит теперь модным курортом миллиардеров. Один из них, недавно умерший «масляный король» Феглер, задумал и осуществил постройку железной дороги по морю…
Это грандиозное предприятие было выполнено замечательно быстро и изящно. Строителям «моста» (на самом деле, ряда мостов) пришлось учитывать высоту волн, глубину моря, силу ветра, характер и влияние течений…
Нередко штормы причиняли крупные повреждения: то уносились массы материала в море, то терпели аварии суда, на которых имели постоянное пребывание рабочие. Кроме того, условия пароходства не позволяли воздвигать постоянный барьер, отделяющий Атлантический океан от Мексиканского залива; поэтому три моста сделаны подъёмными. В январе 1912 года первый экспресс помчался по волнам (рис. 14), насмехаясь над штормом и аллигаторами, населяющими эти воды…
Из Ки-Уэста поезд въезжает на пароход и достигает Гаваны, столицы о. Кубы, лежащего в 140 верстах к югу. Итак, весь путь из Нью-Йорка на Кубу можно свершить, не выходя из вагона…

## Технические характеристики
Общая длина железной дороги составила 248 км, из них 70 км проходили по 47 островам Мексиканского залива. Из 170 км участка Джевфиш — Ки-Уэст 59 км проходило по открытому морю. Около 32 км линии было построено на искусственных насыпях, 27 км — на 38 бетонных и железобетонных мостах. На всём своём протяжении линия была однопутной. На железной дороге применялась паровозная тяга, работы по её электрификации не начинались.
Из 38 мостов 29 были бетонными, 6 железобетонными и 3 разводными (четвёртый разводной мост в проливе Indian Key был разобран). Среди них наиболее примечательны:
- Seven Mile Bridge (протяжённость — 10 930 м) — построен на 335 24- и 18-метровых пролётах и части длиной 2,8 км, состоящей из 210 16-метровых арок, а также разводной части. В общей сложности, мост лежит на 546 бетонных опорах;
- Bahia Honda Bridge (пересекает наиболее глубокую часть маршрута) — мост длиной 1540 м, состоящий из 13 42-метровых пролётов, 13 56-метровых и одного 75-метрового, усиленных металлическими фермами;
- Long Key Viaduct (арочный) — мост длиной 3645 м из усиленной бетонной конструкции на 180 15-метровых и 42 10-метровых арках.

При строительстве было выбрано 3 типа конструкции мостов в соответствии с глубиной залива и природными условиями. Арочные мосты возводились в наиболее мелкой воде. Мосты на высоких бетонных основаниях, усиленных стальной арматурой, возводились при глубине свыше 6 м. В проливе между островами Байя Хонда Ки и Спэниш Харбор Ки глубина воды составляла около 9 м, а также присутствовало сильное течение. В конструкции этого моста на основаниях были использованы фермы, что позволило сократить количество опор с 64 до 34.
На железной дороге было построено 12 станций. Промежуточные станции имели минимальное путевое развитие — один главный и один боковой путь — позволяющее осуществлять операции по обгону и скрещению поездов. Важнейшими станциями дороги являлись:
Станция Miami Terminal Docks являлась начальной станцией дороги. До начала строительства железной дороги на станции располагалось крупное ремонтное депо. В период строительства на станции были открыты мастерские, где создавалось оборудование, необходимое на строительстве. По окончании строительства на станции вновь было создано ремонтное депо.
Станция Jewfish Creek была открыта в 1906 году. На станции было построено оборотное депо с поворотным треугольником, служащим для смены и оборота локомотивов. Часть поездов проследовали станцию без смены локомотива. На близлежащей станции Key Largo располагались телеграф и зал ожидания для пассажиров.
Станция Islamorada (Central Supply) была открыта в 1907 году. На станции располагались основное экипировочное депо дороги, зал ожидания для пассажиров и телеграф.
Станция Long Key являлась крупнейшей промежуточной станцией дороги. На ней располагались телеграф и зал ожидания для пассажиров. Станция Long Key была единственной, на которой предусматривалась остановка всех поездов. Стоянка поездов по станции составляла 20 минут.
Станция Marathon была открыта в 1908 году. На станции располагалось оборотное депо.
Станция Knight’s Key была открыта в 1908 году. Станция располагалась примерно в миле от берега и служила для нужд строительства.
Станция West Key являлась конечной и имела значительное путевое развитие. Станция располагалась на искусственной насыпной площадке площадью около 160 гектаров.
Весь путь из Майами до Ки-Уэст поезд преодолевал за 4 часа.

## Подвижной состав
Первые паровозы, поступившие на железную дорогу, построены в 1890-х годах и были переданы из различных подразделений компании. После окончательного ввода в эксплуатацию на железную дорогу стали поступать магистральные паровозы, специально построенные для неё компанией American Locomotive Company. На железной дороге эксплуатировались следующие локомотивы:
| Номер | Осевая формула | Тип             | Построен | Поступил | Передан          |
| ----- | -------------- | --------------- | -------- | -------- | ---------------- |
| 10    | 4-4-0          | «American»      | 1892     | 1906     |                  |
| 11    | 4-4-0          | «American»      | 1892     | 1907     |                  |
| 12    | 4-4-0          | «American»      | 1892     | 1910     |                  |
| 27    | 4-4-0          | «American»      |          |          |                  |
| 30    | 4-6-0          | «Ten-Wheeler»   | 1897     |          |                  |
| 153   | 4-6-2          | «Pacific»       | 1922     | 1922     | 1938, Sugar Corp |
| 429   | 4-8-2          | «Mountain»      |          |          |                  |
| 431   | 4-8-4          | «Confederation» |          |          |                  |
| 750   | 4-6-2          | «Pacific»       | 1910     | 1910     | 1935, S&AR       |

## Разрушение дороги
Большая часть Морской железной дороги была уничтожена ураганом 5 категории, получившим название «Ураган Дня труда». О приближении урагана и о его угрозе для островов в Мексиканском заливе было известно заранее, поэтому из Майами на остров Long Key был отправлен спасательный поезд для эвакуации людей. 2 сентября 1935 года ураган унёс жизни более четырёхсот человек и опустошил Лонг-Ки и прилегающие районы, в том числе лагерь компании на острове Long Key. Последовавший штормовой прилив высотой 5 м (высота насыпи в том месте составляла 2,7 м) около 20:20 на острове Айломорада опрокинул и уничтожил спасательный поезд компании «Восточные прибрежные железные дороги», а его локомотив (паровоз № 447), устоявший на путях, не мог продолжить движение из-за остановки паровой машины.
У обанкротившейся компании «Восточные прибрежные железные дороги» не было средств для восстановления разрушенных участков. Земляное полотно и сохранившиеся мосты были проданы штату Флорида всего за 640 тыс. долларов. Железная дорога не была восстановлена по причине экономической нецелесообразности: последствия Великой депрессии и большое распространение автомобилей сделало шоссейную дорогу более предпочтительной, а новые автомобильные дороги прокладывались в одном коридоре с уже существующими железнодорожными. Проданные искусственные сооружения Морской железной дороги, уцелевшие после урагана, были использованы при строительстве Морского шоссе, открытого для движения в 1938 году. В 1980-х годах многие оригинальные мосты были заменены на новые. Морское шоссе (часть скоростной дороги US 1 Ки-Уэст — Форт-Кэнт, штат Мэн) по-прежнему связывает Ки-Уэст с материком. Множество старых бетонных мостов используется в качестве рыболовных причалов и пешеходных дорожек.
13 августа 1979 года Морская железная дорога включена в Национальный реестр исторических мест США (объект № 79000684).

## Мосты, подвижной состав и карта дороги
- «Из Майами экспресс летит в море…», 1915
- Поезд съезжает с моста, 1928
- Карта морской железной дороги, 1915
- Мост дороги в 2008 году. Вид с нового Морского шоссе[англ.]
- Bahia Honda Bridge[англ.] в 2008 году